# Aeroporto di Comiso
L'aeroporto di Comiso (IATA: CIY, ICAO: LICB), è un'infrastruttura aeronautica che sorge a 5 km dalla cittadina siciliana omonima e a 15 km da Ragusa, capoluogo del libero consorzio comunale. Nato come aeroporto militare, è stato riconvertito all'aviazione generale civile e cargo, venendo inserito nel piano regionale del trasporto aereo siciliano, che prevede la costituzione di due poli aeronautici: quello occidentale, costituito dagli aeroporti di Palermo e Trapani e quello orientale, rappresentato dagli scali di Catania e Comiso. L'aeroporto è stato aperto al traffico civile il 30 maggio 2013 e l'anno seguente venne intitolato a Pio La Torre.

## Storia

### Il progetto e la realizzazione
L'aeroporto venne progettato durante il ventennio fascista, fu realizzato fra il 1937 ed il 1939 e intitolato al generale di brigata aerea Vincenzo Magliocco, palermitano, morto nel 1936 durante la guerra d'Etiopia.

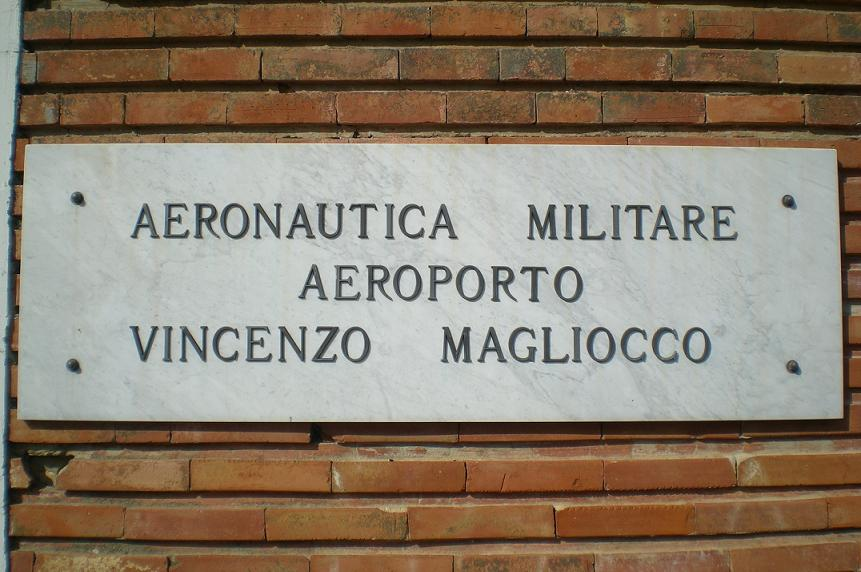
La vecchia insegna dell'aeroporto militare.

Allo scoppio della seconda guerra mondiale fu utilizzato dalla Regia Aeronautica con il 9º Gruppo caccia come una delle basi per gli attacchi italiani su Malta e contro le navi della Royal Navy stanziate nel Mediterraneo. Vi operò anche il 23º Gruppo caccia aeroplani che nel gennaio 1941 cambiò la propria denominazione in 156º Gruppo autonomo caccia terrestre con la dotazione i caccia biplani CR.42. 
Il 6 ottobre 1941 arrivò il 10º Gruppo fino al gennaio 1942.
Il 26 maggio ed il 17 giugno 1943, poco prima dello sbarco in Sicilia da parte degli Alleati, l'aeroporto subì pesanti bombardamenti che resero la pista inutilizzabile. L'11 luglio dello stesso anno la base fu occupata dalle forze alleate, che ne ripararono la pista per utilizzare lo scalo per le loro operazioni di supporto.
Ricostruito e potenziato nel dopoguerra come base militare per l'Aeronautica militare, fu utilizzato dal 41º Stormo di Catania dal 1965 sino al 1973, con una pista che arrivò ad avere una lunghezza di 1740 m.

### L'apertura al traffico civile
L'aeroporto militare venne aperto anche al traffico civile con un volo di linea per Catania, operato dalla LAI - Linee Aeree Italiane. Dal 1965 fino al novembre del 1972 vennero ripresi i voli civili, a cura dell'ATI, con voli Catania-Comiso e Palermo-Comiso.

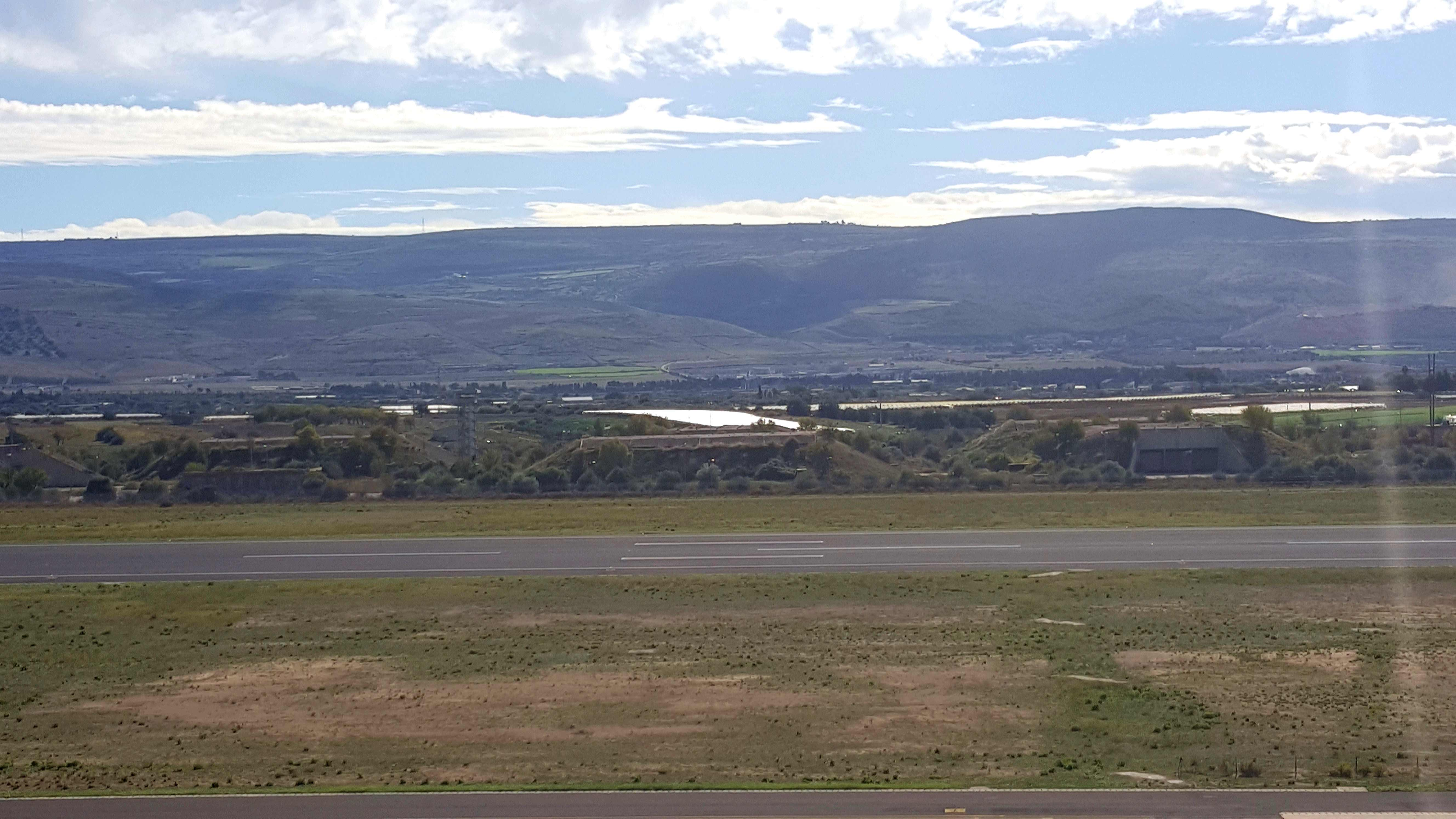
I bunker di stoccaggio dei missili Cruise.

### La base NATO
Il 19 agosto 1981, il governo Spadolini designò l'aeroporto, inattivo dal 1973, come base militare della NATO. Fra il 1983 e il 1988, esso fu quindi interessato da una notevole mole d'investimenti per la realizzazione della gran parte delle infrastrutture oggi esistenti, progettate anche per lo stoccaggio di testate nucleari.
La base di Comiso con i 112 missili da crociera, operativi a partire dal 30 giugno 1983, fu una delle principali installazioni della NATO nel Sud Europa durante la guerra fredda. La base fu molto criticata e fu oggetto di diverse manifestazioni di organizzazioni pacifiste. Successivamente, e con il venir meno delle esigenze di difesa dopo il crollo del blocco sovietico, la base militare perse d'importanza e venne progressivamente ridimensionata (il 26 marzo del 1991 viene rimossa l'ultima batteria di missili da crociera), sino ad essere definitivamente chiusa alla fine degli anni novanta del XX secolo. Tutt'oggi, sulla parte meridionale della pista sono ancora visibili i bunker che accolsero le testate nucleari americane. 

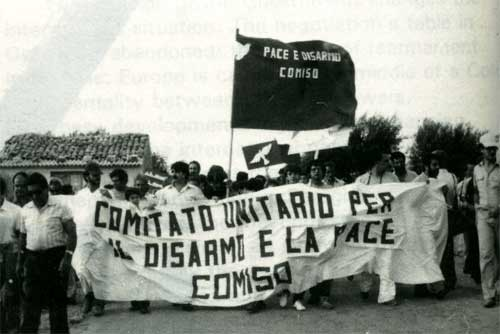
Una delle manifestazioni dei pacifisti.

### L'utilizzo nella guerra del Kosovo
Nel 1999, quella che ormai era la ex-base NATO, durante la missione Arcobaleno fu riutilizzata per accogliere ed alloggiare circa cinquemila cossovari nel corso della guerra della NATO contro Repubblica Federale di Jugoslavia, in quelli che erano stati gli alloggi dei soldati americani di stanza al Magliocco durante la guerra fredda.

### Il riammodernamento del 2002
Il nuovo aeroporto di Comiso è nato da una fruttuosa collaborazione istituzionale fra l'ENAC, la Regione Siciliana e il Comune di Comiso. Il finanziamento dell'opera, per un importo complessivo pari a 47 407 976,73 euro, venne approvato con delibera del CIPE numero 36 del 3 maggio 2002 e successivamente con decreto numero 368/Serv.2 del 28 maggio 2004 del Dipartimento Trasporti della Regione Siciliana. I lavori iniziarono il 23 ottobre 2004 ed andarono speditamente fino al completamento della parte air-side nell'aprile del 2007.

Il progetto di ricostruzione dell'aeroporto ha permesso la realizzazione di una nuova pista lunga 2538 m (che fu completata nel marzo del 2007), dotata di sistema di atterraggio strumentale ILS (Instrument landing system). La sua funzione, a regime, sarebbe stata di complementarità rispetto all'aeroporto di Catania-Fontanarossa e per servire da base, oltre che per servizi di linea, per charter, compagnie low cost e cargo.

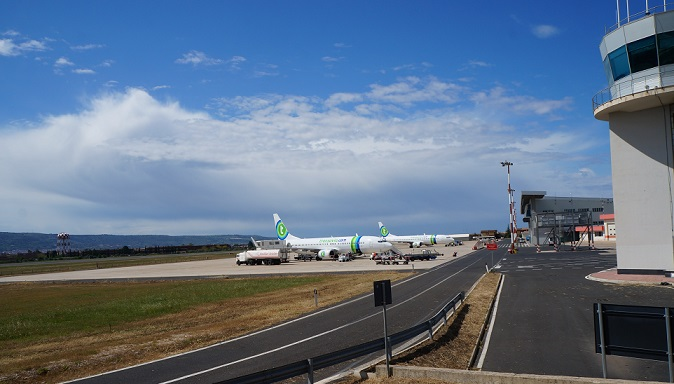
Il piazzale di CIY con 737-800 della Transavia France.

### L'inserimento nel "Piano nazionale degli aeroporti" nel 2012
Nel "Piano nazionale degli aeroporti" del 2012 nell'ottica di decongestionare lo scalo etneo l'aeroporto di Comiso viene considerato come complementare all'aeroporto di Catania.

Nel gennaio 2014 viene presentato il "Piano nazionale degli aeroporti" in base al quale Comiso viene inserito fra i 26 aeroporti di interesse nazionale che prevede il monitoraggio per un triennio dello scalo onde stabilire il raggiungimento di un equilibrio economico-finanziario dello stesso.

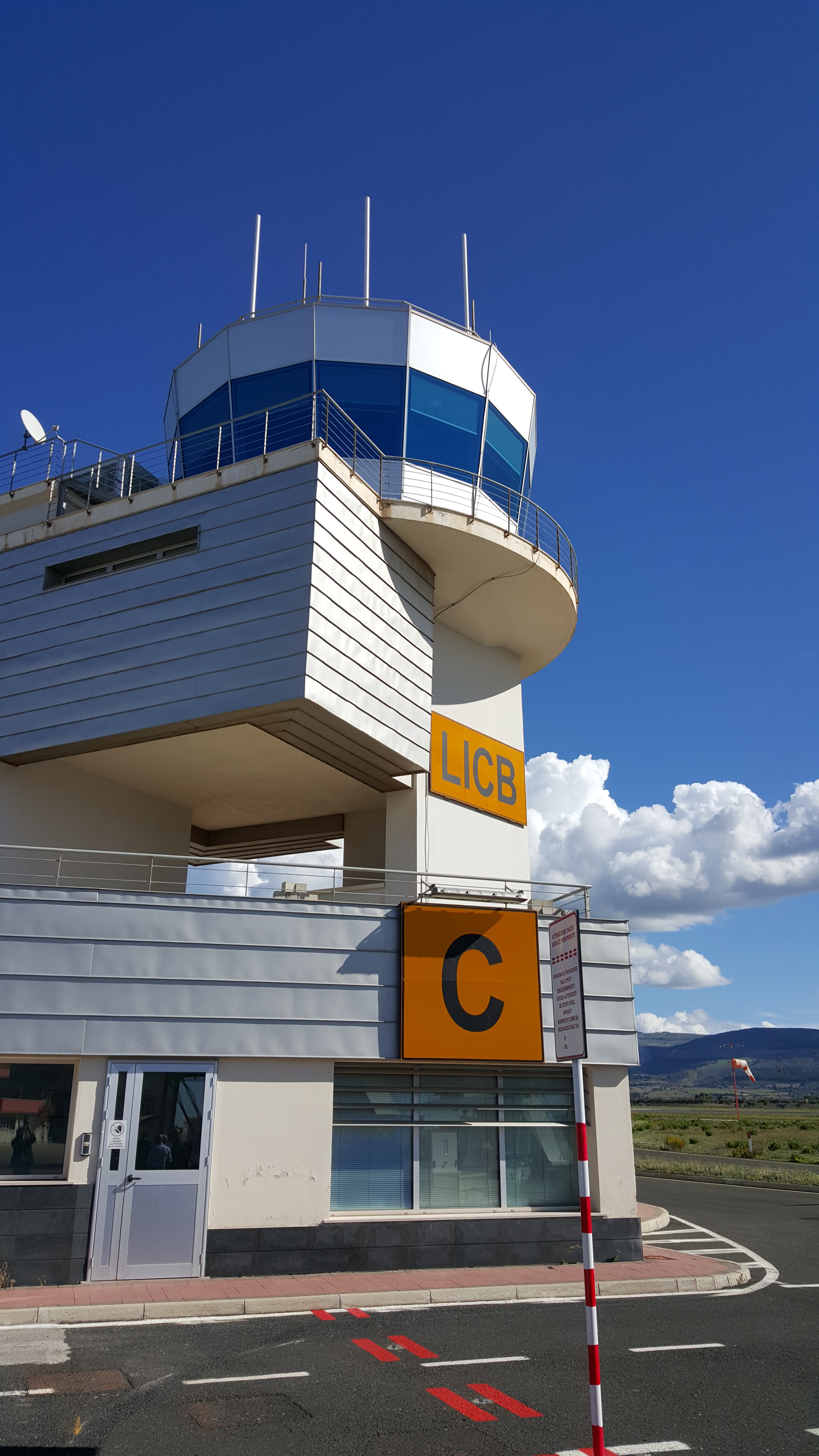
Aeroporto di Comiso, torre di controllo ENAV.

Il 20 settembre 2014 atterra il primo Boeing 757-300, segno della crescita del traffico dell'aeroporto.

### 2023: L'abbandono dell'aeroporto da parte di Ryanair e il subentro di Aeroitalia
Il 19 aprile 2023, Ryanair sospende la vendita di tutti i voli da e per l'aeroporto di Comiso a partire dal 3 maggio 2023 per poi prolungarli, per non incorrere nelle sanzioni della legge EU 261, fino al 5 maggio.

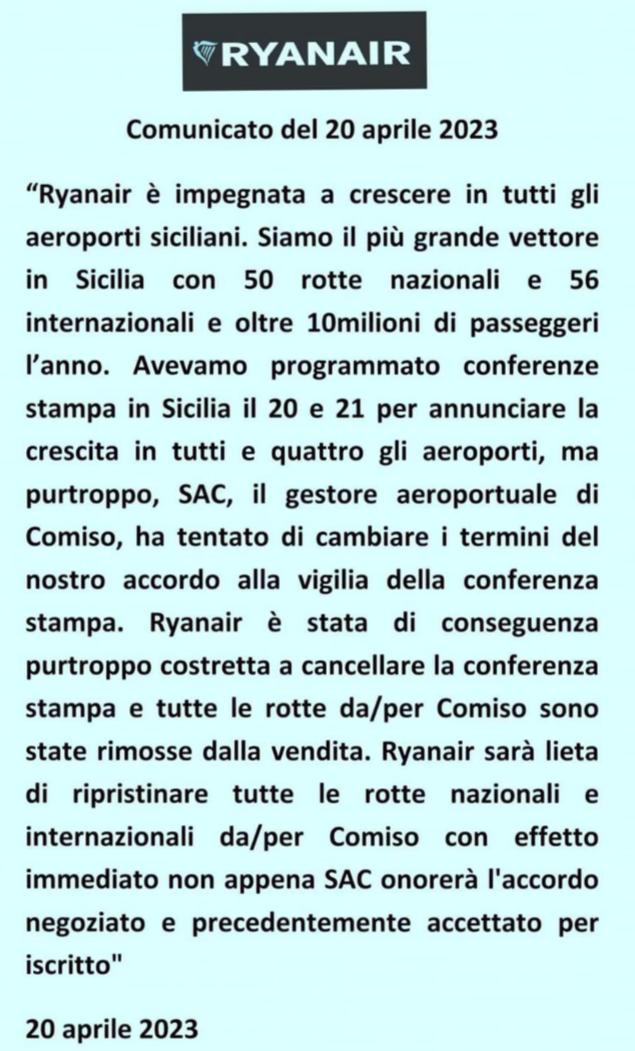
Comunicato stampa Ryanair riguardo la situazione dell'aeroporto di Comiso.

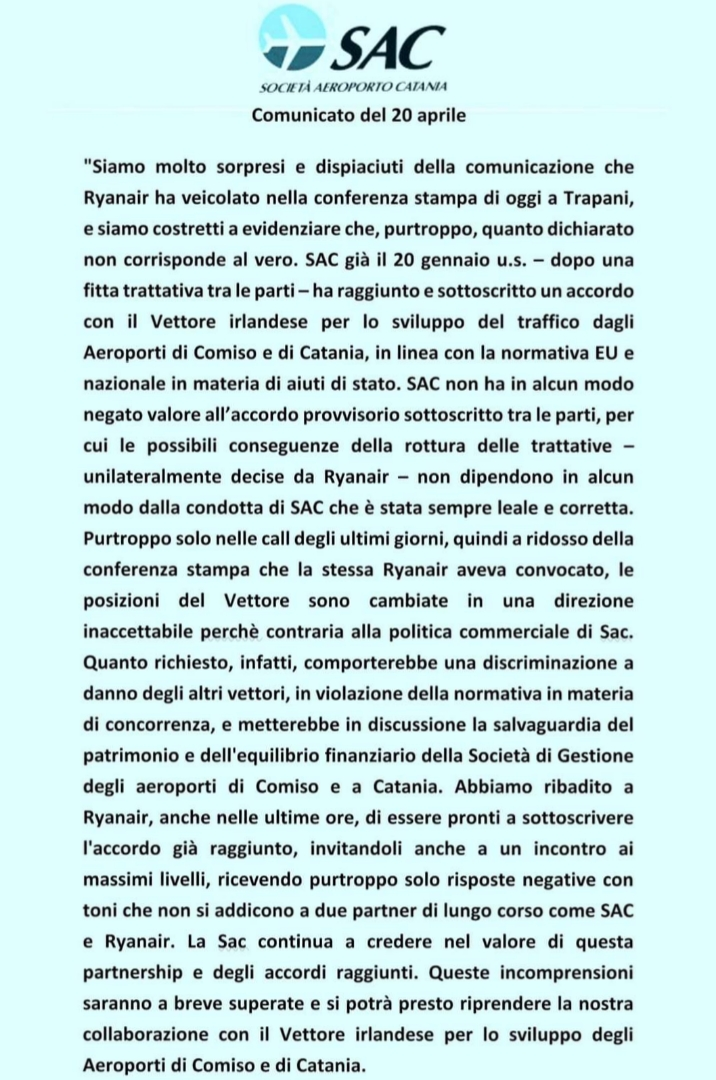
Comunicato stampa SAC riguardo la situazione dell'aeroporto di Comiso.

Il 20 aprile entrambe le parti hanno diffuso un comunicato stampa in cui esprimevano la "volontà di trovare un accordo", ma non hanno in realtà avanzato alcuna proposta volta alla risoluzione del contrasto.
Il 21 Aprile, Ryanair cancellò definitivamente tutti i voli dopo il 5 maggio (voli che prima erano semplicemente rimasti bloccati alla vendita). Lo stesso giorno il Presidente della Regione Sicilia Renato Schifani dichiarò di aver instaurato un bando per mantenere l'aeroporto funzionale.
Il 22 Aprile AeroItalia annunciò che dal 15 maggio 2023 avrebbe cominciato ad operare dall'aeroporto di Comiso con un Boeing B737-700 basato verso Roma Fiumicino, Milano Bergamo e Forlì, quest'ultimo sostituito il giorno 11 maggio con l'aeroporto di Bologna. Nonostante ciò, i voli da Forlì verso Comiso operati da AeroItalia per Goto-fly a partire dal 17 giugno 2023 sarebbero comunque rimasti in vendita.

#### Le tratte di Wizz Air e di EasyJet
Il 12 maggio 2023 Wizz Air annuncia l'inizio delle operazioni a Comiso con tratte verso Tirana a partire dal 26 settembre 2023 e Milano Malpensa a partire dal 24 giugno 2024.
Il 19 giugno, con una conferenza stampa, la compagnia aerea EasyJet annuncia la tratta verso l'aeroporto di Milano Malpensa, attiva a partire dalla stagione invernale 2023, i voli verranno effettuati ogni lunedì e venerdì e saranno in vendita a partire da inizio luglio. A partire dal 24 giugno 2024 sarà attiva la tratta verso Napoli, i voli verranno effettuati ogni lunedì e giovedì.

#### Comitato a Difesa e Sviluppo dell'Aeroporto degli Iblei: La Mobilitazione degli Imprenditori per Rilanciare lo Scalo di Comiso
Il 19 luglio 2024 è stato fondato il "Comitato a Difesa e Sviluppo dell'Aeroporto degli Iblei", un'iniziativa promossa da imprenditori locali tra cui Paolo Crocifisso e Antonio Prelati. L'obiettivo principale del comitato è riportare Ryanair all'Aeroporto di Comiso (Aeroporto degli Iblei) e ottenere un aumento significativo dei voli, ritenuti essenziali per l'economia del territorio.

#### Contesto e Motivazioni
L'Aeroporto di Comiso, dopo anni di crescita trainata dal low cost (in particolare da Ryanair), ha subito un duro colpo il 19 aprile 2023, quando la compagnia aerea ha annunciato l'abbandono dello scalo, rimuovendo la vendita dei biglietti dal proprio sito. Questa decisione ha avuto un impatto devastante sulle imprese locali, dal turismo alla logistica, che dipendevano dai flussi passeggeri generati dai voli.

#### La Nascita del Comitato e le Prime Azioni
Il comitato, nato su iniziativa di Crocifisso e Prelati, ha rapidamente raccolto l'adesione di centinaia di imprese iblee, diventando un punto di riferimento per la rivendicazione di un rilancio dello scalo. Le richieste principali includono:
- Il ritorno di Ryanair con rotte nazionali e internazionali.
- Un potenziamento dei collegamenti per favorire turismo e business.

## Descrizione generale
La struttura è dotata di una pista in asfalto lunga 2538 m e larga 45 m, l'altitudine è di 230 m, l'orientamento della pista è 05-23, la frequenza radio 125,275 MHz per la torre, circuito normale. Il sedime aeroportuale si estende sui territori dei comuni di Comiso e Chiaramonte Gulfi.
L'aeroporto è gestito da Società Aeroporto Comiso, il cui pacchetto di maggioranza è in mano alla SAC che gestisce l'aeroporto di Catania, ed è aperto al traffico commerciale nazionale ed internazionale. Alcuni dati tecnici in proposito:
- Orientamento: 05/23
- Lunghezza pista: 2538 m
- Larghezza pista: 60 m (45 m + banchine da 7,5 m)
- Larghezza taxiway: 38 m (23 m + banchine da 7,5 m)
- Bretelle di collegamento: A (in testata 23), B e C (uscita rapida)
- Piazzale Aviazione Commerciale: 39000 m²
- Piazzale Aviazione Generale: 6 000 m²
- Resa (Runway end safety area): 240 m su entrambe le testate.
- Antincendio: Categoria 7 ICAO

Su entrambe le testate i primi 450 m sono stati realizzati con pavimentazione rigida.

## Collegamenti

### Strade
- Strada provinciale 5 Vittoria-Cannamellito-Pantaleo in direzione nord
- Strada statale 514 di Chiaramonte uscita "Aeroporto" (vicino Coffa)

### Autobus
L'aeroporto è raggiungibile anche mediante autobus grazie alle seguenti autolinee:
- Azienda Siciliana Trasporti (Ragusa - Aeroporto di Comiso e vv.)
- Autolinee Regionali S.r.l. (Modica - Comiso - Aeroporto - Mazzarrone - Caltagirone e vv.)
- Etna Trasporti (Gela - Vittoria - Aeroporto di Comiso e vv.)
- Giamporcaro (Catania - Aeroporto di Catania - Aeroporto di Comiso - Comiso - Vittoria e vv.)
- S.A.L. (Agrigento - P. Empedocle - P. di Montechiaro - Licata - Gela -Aeroporto di Comiso e vv.)
- Tumino (Ragusa - Marina di Ragusa - Casuzze - Punta Secca - Santa Croce Camerina - Aeroporto e vv.)

### Ferrovia
Lo scalo è sprovvisto di collegamento ferroviario. La stazione più vicina è la fermata di Comiso, che dista circa 7 km, raggiungibile mediante una soluzione che prevede un tragitto in bus (dall'aeroporto alla città di Comiso e vv.) e un percorso a piedi.

## Le intitolazioni
- Al momento della prima inaugurazione nel 1939, l'aeroporto fu intitolato al generale di brigata "Vincenzo Magliocco", nome che mantenne fino al 1973, anno in cui cessarono i collegamenti di linea.
- Dopo un periodo di attività quasi nulla nel 1981, l'aeroporto fu riqualificato come "Base NATO Comiso".
- A partire dal 1998, e durante la fase progettuale della riconversione da militare a civile, l'aeroporto assunse il nome di "Mare nostrum".
- Il 30 aprile 2007, in occasione dell'inaugurazione simbolica della nuova struttura, l'aeroporto fu intitolato a "Pio La Torre", deputato siciliano ucciso dalla mafia, a seguito di un appello firmato da migliaia di cittadini siciliani, per il suo impegno contro la militarizzazione dell'aeroporto e della Sicilia in generale.
- Nell'agosto 2008, la nuova giunta comunale decide di ripristinare il nome originale, Aeroporto di Comiso "Vincenzo Magliocco", che ebbe dal 1939 al 1973,[18] suscitando indignazione e proteste da diverse parti della società, politica e non, italiana.[19][20][21]
- Il 7 giugno 2014, l'aeroporto è stato reintitolato a Pio La Torre.[22]

## Avvenimenti rilevanti
- 30 aprile 2007, primo volo civile (un volo istituzionale)
- 27 maggio 2013, esercitazione per valutazione finale Enac[23]
- 30 maggio 2013, apertura al traffico civile
- 7 giugno 2013, la Ryanair annuncia l'apertura di tre nuove rotte commerciali dall'aeroporto di Comiso.[24]
- 20 giugno 2013, la Mistral Air effettua con un Boeing 737-400 (reg. EI-ELZ) un volo da Lampedusa per trasferire circa 100 profughi sbarcati sulle isole Pelagie.[25]
- 21 giugno 2013, la Medavia effettua il primo volo charter su Comiso con un Bombardier Dash 8 (reg. 9H-AEY) dall'aeroporto Internazionale di Malta.
- 2 agosto 2013, la Transavia France atterra a Comiso con un Boeing 737-800 (reg. F-GZHN) proveniente da Parigi-Orly, il primo di una serie charter stagionali.
- 7 agosto 2013, la Ryanair opera il primo volo di linea, con un Boeing 737-800 (reg. EI-DPE), volo proveniente dall'aeroporto di Roma-Ciampino.
- 8 dicembre 2013, l'Alitalia inizia a volare su Comiso con un volo dall'aeroporto di Milano-Linate, operato con un Embraer E-175 (reg. EI-RDA).
- 5 maggio 2023, Ryanair smette di operare da e per Comiso a causa di contrasti con il gestore aeroportuale SAC.
- 15 maggio 2023, AeroItalia inizia a operare a Comiso con un Boeing B737-700 basato verso Roma Fiumicino, Milano Bergamo, Pisa, Bologna, Bucarest.
- 17 luglio 2023, un incendio divampa all'aeroporto di Catania, costringendo molti vettori a dirottare i voli in arrivo e in partenza su Comiso, che si troverà a gestire, per buona parte dell'estate, mostrando la propria capacità di gestione dei voli.

## Dati statistici
Questo grafico non è disponibile a causa di un problema tecnico.
Si prega di non rimuoverlo.
Vedi la query Wikidata di origine.
| Anno | Passeggeri nazionali | Passeggeri internazionali | Totale passeggeri* | Variazione % anno prec. |
| ---- | -------------------- | ------------------------- | ------------------ | ----------------------- |
| 2022 | 316.860              | 47.108                    | 364.735            | 82,9%                   |
| 2021 | 155.626              | 42.867                    | 199.420            | 118,8%                  |
| 2020 | 53.780               | 37.211                    | 91.161             | 74,0%                   |
| 2019 | 238.783              | 110.643                   | 352.095            | 17,1%                   |
| 2018 | 246.827              | 175.403                   | 424.487            | 2,9%                    |
| 2017 | 261.513              | 174.983                   | 437.180            | 4,9%                    |
| 2016 | 294.508              | 164.961                   | 459.865            | 23,3%                   |
| 2015 | 228.023              | 144.649                   | 372.963            | 13,6%                   |
| 2014 | 178.250              | 149.777                   | 328.027            | 477%                    |
| 2013 | 36.045               | 20.809                    | 56.854             | Stabile                 |

*Il totale include anche il traffico di Aviazione generale.
|           | 2015    | 2016    | 2017    | 2018    | 2019    | 2020   | 2021    | 2022    |
| --------- | ------- | ------- | ------- | ------- | ------- | ------ | ------- | ------- |
| Gennaio   | 26.124  | 34.766  | 26.316  | 26.759  | 24.400  | 16.324 | 2.468   | 14.660  |
| Febbraio  | 21.994  | 33.722  | 23.058  | 24.700  | 22.046  | 14.049 | 1.819   | 20.672  |
| Marzo     | 24.715  | 33.581  | 31.753  | 28.751  | 62.826  | 3.071  | 3.243   | 25.754  |
| Aprile    | 26.957  | 39.449  | 36.382  | 40.185  | 25.863  | 2      | 4.145   | 34.457  |
| Maggio    | 30.545  | 41.005  | 40.879  | 41.198  | 31.303  | 2      | 6.796   | 37.113  |
| Giugno    | 34.167  | 43.582  | 44.329  | 44.915  | 30.923  | 876    | 17.290  | 42.183  |
| Luglio    | 36.907  | 47.233  | 50.812  | 49.278  | 31.040  | 11.336 | 28.301  | 43.670  |
| Agosto    | 38.173  | 46.124  | 46.974  | 50.553  | 36.608  | 16.481 | 34.401  | 42.327  |
| Settembre | 33.778  | 44.551  | 45.353  | 38.376  | 27.723  | 12.684 | 29.554  | 39.329  |
| Ottobre   | 31.976  | 39.474  | 39.477  | 34.106  | 26.671  | 10.916 | 28.554  | 31.150  |
| Novembre  | 26.040  | 25.454  | 26.198  | 23.461  | 16.669  | 2.042  | 18.953  | 15.346  |
| Dicembre  | 41.587  | 30.924  | 25.649  | 22.205  | 16.217  | 3.378  | 23.896  | 18.074  |
| TOTALE    | 372.963 | 459.865 | 437.180 | 424.487 | 352.095 | 91.161 | 199.420 | 364.735 |